# Brand (Gemeinde St. Johann)
Brand ist eine Ortslage im Salzachpongau im Land Salzburg und gehört zur Stadtgemeinde St. Johann im Pongau im Bezirk St. Johann (Pongau).

## Geographie
Das Gehöft Brand befindet sich 2½ Kilometer nördlich von Sankt Johann links im Bischofshofen-St.-Johanner Becken. Es liegt  in der Ortschaft Einöden unterhalb des Palfner Kogels (Schwarzkogel, 1413 m ü. A.) auf um die 695 m ü. A. Höhe. Die Ortslage umfasst 2 Gebäude.
Man erreicht es auf dem Güterweg von Einöden an der Anschlussstelle der B159 in die Bischofshofener Umfahrung der B311.
| Zoss Höch |                                             | Einöden |
|           | Kompassrose, die auf Nachbargemeinden zeigt |         |
| Schrunten | Altach                                      |         |

## Geschichte; Bergbau
Der Palfnerkogel ist altes Bergbaugebiet, das schon in der Bronzezeit genutzt wurde (datiert im Arthurstollen 3700–3000 Jahre alt), und Teil des Mitterberger Kupferbergbaues (Südrevier) ist.
Zwischen der Schattberg-/Löhnersbach-Formation der Grauwackenzone (Ordovizium–Devon, ca. 500–400 Mio. Jahre) – graue phyllitische Schiefer (Schwarzschiefer) – finden sich diabasisch Einlagerungen vulkanischen Ursprungs (Metamagmatite der Metabasit-Gruppe, Altpaläozoikum). An diese gebunden tritt Fahlerz (Antimonreicher Tetraedrit) auf.
Es wurden drei Gänge prospektiert, bei Birkstein (Bürgstein) und Burgschwaig südlich und bei Brand/Höch.
Der Brandergang ist der bedeutendste dieser drei Vorkommen, er wurde Anfang des 20. Jahrhunderts von der Tiroler Messingfabrik zu Kramsach und ab 1910 von der vom Industriellen Arthur Krupp gegründeten Mitterberger Kupfer AG in drei Stollen erschlossen. Die drei Höchstollen (1112 m, 946 m, 838 m) oberhalb erwiesen sich als relativ unbedeutend, der 1907 angeschlagene  Arthurstollen nördlich oberhalb auf 760 m  mit folgendem Tiefbau wurde der eigentliche Abbau (Kupferbergbau Einöden).